# Гэгэ Акутами
Гэгэ Акутами (яп. 芥見 下々 Акутами Гэгэ) — японский мангака. Родился в префектуре Ивате. Является автором известной манги «Магическая битва». Гэгэ Акутами — это криптоним, а настоящее имя автора неизвестно.

## Биография
Гэгэ родился в префектуре Ивате в 1992 году. В средней школе он переехал в Сендай в префектуре Мияги. С детства был читателем Weekly Shonen Jump и большим поклонником выходившей в нём манги «Блич». В четвёртом классе, вдохновившись работами Тайто Кубо, он начал рисовать мангу, долгое время в качестве любителя, но после окончания средней школы решил стать профессиональным мангакой. В 2014 году Гэгэ Акутами начал работать ассистентом Ясухиро Кано на манге Kiss x Death.
7 мая 2014 года они опубликовали в журнале Jump NEXT! издательства Shueisha свою первую совместную работу, ваншот под названием Kamishiro Sousa (яп. 神代捜査 Камисиро со:са, «Уголовный розыск „века богов“»). На протяжении 2015 года они опубликовали две разные версии ваншота No.9. Акутами публикует ваншот Nikai Bongai Barabarjura (яп. 二界梵骸バラバルジュラ Никай бонгай Барабарудзюра) в 46-м выпуске Weekly Shonen Jump за 2016 год. Работа была номинирована на 11-й конкурс журнала Weekly Shonen Jump «Золотой кубок будущего». В 2017 году Гэгэ Акутами выпускает работу Tokyo Metropolitan Curse Technical School (яп. 東京都立呪術高等専門学校 То:кё: торицу дзюдзюцу ко:то: сэммон гакко:, «Токийская столичная магическо-техническая школа»), которая публиковалась в Jump GIGA с 28 апреля по 28 июля 2017 года. Позже эта манга послужит для Акутами толчком для его главной работы «Магическая битва» (яп. 呪術廻戦 Дзюдзюцу кайсэн). Публикация «Магической битвы» началась в 14 выпуске Weekly Shonen Jump за 2018 год, вышедшем 5 марта 2018 г. C 21 июня 2021 года выход новых глав манги был временно приостановлен из-за проблем со здоровьем Гэгэ Акутами. В августе 2021 года автор возобновил работу над мангой.
По состоянию на декабрь 2018 года манга «Магическая битва» издана тиражом 600 000. На октябрь 2021 года она имела тираж более 55 миллионов копий.
Когда «Магическая битва» выиграла главный приз на премии манги Mando Kobayashi, Акутами появился на личном интервью в косплее любимого фанатами персонажа Мехамару, полностью скрыв своё лицо и кожу.
На основе манги «Магическая битва» в 2020 году было снято одноимённое аниме. Оно транслировалось с октября 2020 года по март 2021 года. Премьера полнометражного фильма по манге Jujustu Kaisen 0 (это название получил после переименования Tokyo Metropolitan Curse Technical School) в кинотеатрах состоялась 24 декабря 2021 года.

## Работы
- Kamishiro Sousa (яп. 神代捜査 Камисиро со:са, «Уголовный розыск „века богов“») — дебютная работа (Shonen Jump NEXT!, 2014 vol.2)[18]
- No.9 (2015) — ваншот, опубликованный в Shōnen Jump Next![19]
- No.9 (2015) — ваншот, опубликованный в Weekly Shōnen Jump[20]
- Nikai Bongai Barabarjura (яп. 二界梵骸バラバルジュラ Никай бонгай Барабарудзюра) — ваншот, опубликованный в Weekly Shonen Jump.[21]
- Tokyo Metropolitan Curse Technical School (яп. 東京都立呪術高等専門学校 То:кё: торицу дзюдзюцу ко:то: сэммон гакко:, «Токийская столичная магическо-техническая школа») — сериал, выходивший в Jump GIGA более полугода[10]
- «Магическая битва» (яп. 呪術廻戦 Дзюдзюцу кайсэн, 2018—2024) — выходила в Weekly Shōnen Jump[11]

## Награды
В 2016 году работу Nikai Bongai Barabarjura номинировали на 11-й конкурс журнала Weekly Shonen Jump «Золотой кубок будущего». В 2019 году манга «Магическая битва» была номинирована на Shogakukan Manga Award в категории сёнэн. Акутами является лауреатом главного приза 2020 года на Mando Kobayashi, ежемесячной премии манги телеведущего Кэндо Кобаяси, выбирающего победителей по своим личным предпочтениям, за «Магическую битву».
В 2021 году манга «Магическая битва» заняла 31-е место в списке «Книга года» журнала Da Vinci. В том же году манга была номинирована на 25-ю ежегодную культурную премию Осаму Тэдзуки.